# Eliza Flower
Pour les articles homonymes, voir Flower.
Eliza Flower (19 avril 1803 - 12 décembre 1846) est une musicienne et compositrice britannique. Flower est également connue pour ses amitiés avec William Johnson Fox (en), Robert Browning, John Stuart Mill et Harriet Taylor.

## Biographie
Flower naît à Harlow, Essex, le 19 avril 1803, fille du journaliste radical Benjamin Flower (en) et de la philanthrope Eliza Gould,. Sa sœur cadette est la poétesse Sarah Fuller Flower Adams.
Dès l'âge de quatre ans Eliza Flower fait preuve d'une aptitude prometteuse pour la musique et la composition. Flower, son père et sa sœur étaient tous des contributeurs réguliers du périodique Monthly Repository (en) publié par l'orateur unitarien William Johnson Fox. Après la mort de leur père, Eliza et Sarah vivent avec Fox comme ses pupilles jusqu'au mariage de Sarah en 1834 avec William Bridges Adams et la mort d'Eliza en 1846. Fox était marié (et séparé) et son amitié avec Eliza Flower, et leurs conditions de vie, bien que platoniques, ont suscité des rumeurs et ont provoqué envers elles un ostracisme social,. Flower et Fox étaient amis de l'homme politique et philosophe John Stuart Mill et l'avocate des droits des femmes Harriet Taylor.
La première œuvre musicale publiée de Flower est Four Musical Illustrations of the Waverley Novels en 1831, mettant en musique plusieurs chansons romantiques de Sir Walter Scott. Plus tard elle met en musique des œuvres de sa sœur, dont son hymne « Nearer, My God, to Thee », qui fait partie du recueil de chansons Hymns and Anthems. Elle a composé la musique chantée lors des funérailles du réformiste hindou Ram Mohan Roy. De son vivant les critiques la considéraient comme la plus grande des femmes compositrices.
Flower meurt le 12 décembre 1846 de tuberculose à Hurstpierpoint, près de Brighton.

## Amitié avec Robert Browning
Flower et sa sœur Sarah ont été amie du jeune poète Robert Browning. Flower s'est vu montrer par sa mère un manuscrit de l'Incondita de Browning, un recueil de poèmes écrits à l'âge de 12 ans. Impressionnée, Flower les montre alors à WJ Fox qui les aiment également mais il convainc Browing qu'ils ne sont pas assez bons pour être publiés. Les poèmes sont finalement détruits par Browning, avec une grande partie de ses autres œuvres en 1884. Browning a développé un amour enfantin pour Flower, de neuf ans son aînée, et est resté attaché à elle jusqu'à sa mort. Elle a été l'inspiration de son poème Pauline.

## Œuvres
- 1831 : Four Musical Illustrations of the Waverley Novels
- 1832 : The Gathering of the Unions
- 1834 : Songs of the Seasons
- 1841 : Hymns and Anthems (recueil dont fait partie Nearer, My God, to Thee)